# Лебедев, Владимир Фёдорович
Владимир Фёдорович Лебедев (3 (15) декабря 1870, Козлов, Тамбовская губерния — 10 февраля 1952, Москва) — русский и советский рассказчик и театральный актёр, народный артист РСФСР (1949).

## Биография
Родился в Козлове (ныне Мичуринск) 3 (15) декабря 1870 года в семье священника.
С юности увлекался театром. Окончил Тамбовскую губернскую гимназию в 1891 году, затем историко-филологический факультет Казанского университета. В 1891—1896 годах учился в Московском университете. За участие в революционной деятельности в 1896 году был заключён в Бутырскую тюрьму и сослан в Козлов.
В 1899—1904 годы работал секретарём Кирсановского уездного ведомства. Одновременно играл на сцене купеческого театра, участвовал в работе кружка любителей театрального искусства. Под его руководством было поставлено несколько пьес А. Н. Островского.
В 1904 году вернулся в Москву и поступил в театральную школу при Императорском Малом театре. В труппе театра с 1904 года, где прослужил до 1949 года. В 1916 году руководил в московской школе драмкружком, в которой начинал свой творческий путь Ростислав Плятт.
Однако, наибольшую известность получил как рассказчик, продолживший традицию основателя жанра устного рассказа в России Ивана Горбунова. В 1900-е годы читал его и свои короткие рассказы в литературных собраниях и кружках. В 1912 году совершил первое большое турне по провинции. Его вечера проходили в Большом зале Благородного собрания в Москве (ныне Дом Союзов) и других городах (в концертах принимала участие балетная пара А. Кебрэн и М. Д’Арто).
Его рассказы публиковались в журнале «Рампа и жизнь»: «У памятника Гоголю», «Приёмные экзамены в театральное училище», «Восхождение на Бештау», «Человек из ресторана», «В гуще жизни», «Балерина Гельцер», «Футуристы», «Любитель искусств», «Тост на юбилее Южина», «Лекция».
В 1920—1930-е годах пытался вновь выступать с прежним репертуаром, но прежнего успеха не имел.
Умер 10 февраля 1952 года в Москве. Похоронен на Введенском кладбище (10 уч.).

## Награды и премии
- 2 ордена Трудового Красного Знамени (23.09.1937 — за выдающиеся заслуги в деле развития русского театрального искусства; 26.10.1949)
- Заслуженный артист РСФСР (23 сентября 1937)
- Народный артист РСФСР (26 октября 1949)

## Работы в театре
- 1906—1907
  - «Горе от ума» А. С. Грибоедова — Князь Тугоуховский
  - «Горе от ума» А. С. Грибоедова — Господин D
  - «Плоды просвещения» Л. Н. Толстого — Гросман
  - «Ревизор» Н. В. Гоголя — Шпекин
- 1907—1908
  - «Много шума из ничего» У. Шекспира — Конрад
  - «На всякого мудреца довольно простоты» А. Н. Островского — Голутвин
- 1908—1909
  - «Театральный разъезд» Н. В. Гоголя — Литератор
  - «Ревизор» Н. В. Гоголя — Жевакин
- 1909—1910
  - «Дмитрий Самозванец и Василий Шуйский» А. Н. Островского — Афоня, юродивый
  - «Отелло» У. Шекспира — Родриго
  - «Цезарь и Клеопатра» Бернарда Шоу — Теодот
  - «Ревизор» Н. В. Гоголя — Хлопов
- 1911—1912
  - «Бесприданница» А. Н. Островского — Карандышев
  - «Грех да беда на кого не живёт» А. Н. Островского — Афоня
  - «Жеманницы» Ж.-Б. Мольера — Виконт
  - «Мнимый больной» Ж.-Б. Мольера — Фома Диафуарус
- 1912—1913
  - «Как вам будет угодно» У. Шекспира — Корин
  - «Таланты и поклонники» А. Н. Островского — Мигаев
  - «Ассамблея» П. П. Гнедича — Кащенко
- 1917—1918
  - «Шутники» А. Н. Островского — Недоносков
- 1922—1923
  - «Недоросль» Д. И. Фонвизина — Кутейкин
- 1926—1927
  - «Любовь Яровая» К. Тренева — Закатов
- 1929—1930
  - «Растеряева улица» по Г. Успенскому — Аристархов
  - «Разбойники» Ф. Шиллера — Патер
- 1930—1931
  - «Не было ни гроша да вдруг алтын» А. Н. Островского — Лютов
- 1932—1933
  - «На бойком месте» А. Н. Островского — Сеня
  - «Разгром» А. А. Фадеева — Пика
- 1933—1934
  - «Враги» М. Горького — Конь
- 1934—1935
  - «В чужом пиру похмелье» А. Н. Островского — Иван Ксенофонтович
- 1936—1937
  - «Борис Годунов» А. С. Пушкина — Юродивый
- 1940—1941
  - «Варвары» М. Горького — Головастиков
- 1942—1943
  - «Нашествие» Л. Леонова — Кокорышкин

## Фильмография
1. 1916 — Василиса — Никитка
2. 1916 — Вражья сила
3. 1938 — Одиннадцатое июля — дядька Дрозд
4. 1949 — Падение Берлина — эпизод